# Legacy of Kain: Defiance
Legacy of Kain: Defiance – komputerowa przygodowa gra akcji wydana w 2003 roku przez Eidos Interactive. Jest to piąta i ostatnia odsłona serii o dwóch wampirach, zapoczątkowanej w roku 1996 na platformie PlayStation i PC. Gra oferuje (pierwszy raz w historii serii) możliwość sterowania obydwoma protagonistami, którzy zmieniają się wraz ze zmianą rozdziału.
Parę pierwszoplanowych bohaterów stanowią Kain i Raziel, czyli duet najbardziej znanych wampirów w historii elektronicznej rozrywki. Każda z postaci otrzymała do dyspozycji własny legendarny miecz, a także kilkadziesiąt umiejętności natury ofensywno-defensywnej (m.in. widowiskowe wysysanie krwi i pożeranie dusz czy telekineza). Ponadto istnieje opcja zestawiania wszelkich ataków fizycznych w śmiercionośne i efektowne kombinacje, dzięki czemu nie pozostajemy bez szans wobec hord przerażających oponentów. Zagrożeniem są jeszcze rozmaite pułapki (np. ogromne kolce i przepaście), które można wykorzystać również przeciwko nieprzyjaciołom.
Generalnie rozgrywkę skomponowano z wartkiej akcji i wątków przygodowych, ale zdecydowanie zaakcentowano dynamiczne sekwencje walki. Nie zapomniano także o sporej ilości zagadek logicznych i odpowiedniej atmosferze (motywy gotyckie, fantastyczne). Natomiast przebieg wydarzeń ukazuje nam szereg wirtualnych kamer, pracujących w trybie TPP.

## Fabuła
Historia zaczyna się od intra (częściowo zapożyczonego z gry Soul Reaver), które zostało dodatkowo wzbogacone o sceny przybycia Kaina do Twierdzy Sarafan. Początkowo Kain ściga Moebiusa – Strażnika Czasu, który w poprzednich częściach sagi manipulował zarówno nim, jak i Razielem. Podczas przedzierania się przez cytadelę Kain zdobywa moce Równowagi i Płomienia (Konfliktu). Gdy w końcu udaje mu się to, Moebius obezwładnia wampira za pomocą magii i ucieka. Tymczasem Raziel próbuje uciec z domeny Elder Goda – Podziemia. Gdy znajduje wyjście na powierzchnię, trafia na cmentarz w Coorhagen – ten sam, na którym niegdyś został pochowany Kain. Zdobywa tam dwa żywioły Widmowego Ostrza – Ciemność i Światło, które umożliwiają mu dalszą wędrówkę. Obaj bohaterowie udają się w to samo miejsce, jednakże w innym czasie, w okolice Filarów Nosgoth. Tam Kain odnajduje emblemat mocy Wymiaru, który pozwala mu na ograniczoną teleportację, a Raziel – Kuźnie Ognia i Wiatru. Następnie Kain w postaci nietoperzy leci do opuszczonej Cytadeli Antycznych. Używając magicznych bram, wampir przechodzi przez Kuźnie Żywiołów, po drodze zdobywając moc Błyskawicy (Energii) i Czasu. Mając kompletny Emblemat Równowagi (składający się z symboli mocy, które zdobywał Kain), otwiera komnatę w sercu Cytadeli i przy pomocy Elder Goda, przenosi się do czasów Raziela. W przeciwieństwie do Kaina, Raziel spod Filarów udaje się na bagna – do posiadłości Voradora, gdzie wchodzi w posiadanie mocy żywiołu Wody, która pozwala mu na zamrażanie wodospadów, w celu wspinania się po nich. W posiadłości znajduje również samego Voradora i ciało Janosa Audrona. Od tej pory celem Raziela staje się odzyskanie Serca Ciemności i wskrzeszenie Janosa. Jednakże w celu zdobycia rzeczonego organu, wampir musi wyrwać je z piersi Kaina. W tym celu udaje się do Katedry Avernus, gdzie spotyka Turela i ostatecznie dokonuje zapoczątkowanej w grze Soul Reaver zemsty oraz wzmacnia swoje Widmowe Ostrze mocą Ziemi. Po zdobyciu od brata wzmocnionej mocy telekinezy, z maksymalnie ulepszonym Widmowym Ostrzem w dłoni, Raziel opuszcza podziemia Katedry i w nawie głównej spotyka Kaina, który właśnie przybył. Wampiry staczają walkę, która ostatecznie kończy się zwycięstwem Raziela, który po zdobyciu Serca Ciemności, za pomocą telekinezy, wysyła Kaina do Wymiaru Demonicznego. Z Avernus, Raziel powraca do posiadłości i zastaje Moebiusa, który informuje go, że Vorador został stracony, po czym teleportuje się, by chwilę później zostać skróconym o głowę przez młodego Kaina. Z powodu wysadzenia sporej części budynku Raziel musi szukać innej drogi do mauzoleum Janosa. Po dostaniu się tam, umieszcza Serce Ciemności w otwartej ranie na piersi Antycznego, które chwilę później ożywa, a następnie zabiera wampira do Cytadeli Antycznych i daje mu naszyjnik w kształcie Ouroborosa (węża pożerającego własny ogon). Raziel używa go do otwarcia Kuźni Ducha, gdzie zdobywa ostateczną formę Widmowego Ostrza – Spirit Reaver. Wraca do Janosa, lecz w tym momencie następuje zniszczenie Filarów Nosgoth, a sam Antyczny zostaje opętany przez Władcę Hyldenów i zmuszony do walki Razielem, który jednak go pokonuje. Okazując litość wbrew prośbie Janosa, Raziel zostaje niemalże zniszczony. Dzięki interwencji Elder Goda wampir zostaje odratowany i pojawia się w widmowej wersji Kuźni Ducha. Tymczasem Kain budzi się w wymiarze demonicznym i walczy z demonami, które pokonuje. Następnie wydostaje się z katakumb pod Katedrą Avernus i udaje się do Cytadeli Antycznych. Zastaje otwartą Kuźnię Ducha, gdzie się kieruje. Spotyka tam wskrzeszonego Moebiusa, którego zabija. Dusza Strażnika Czasu udaje się do wymiaru widmowego, gdzie zostaje pożarta przez Raziela, który przyjmuje jego formę w świecie materialnym. Kain zaskoczony nagłym pojawieniem się Moebiusa, machinalnie odrywa się od studiowania jego magicznej laski i przebija go Blood Reaverem. Widząc kogo w rzeczywistości zaatakował, Kain chce wyciągnąć ostrze, jednak zostaje powstrzymany przez samego Raziela, który stwierdza: "Jestem twoją prawą ręką. Jestem twoim mieczem..." i używa Widmowego Ostrza do uleczenia Kaina z jego ran fizycznych jak i duchowych. Niedługo później wampir zostaje wchłonięty do miecza. Dzięki nowej broni – Soul Reaverowi, Kain jest w stanie zobaczyć, a co ważniejsze, również zranić prawdziwego wroga – Elder Goda. Po pokonaniu boga, Kain teleportuje się z walącej się Kuźni Dusz i udaje się do sali tronowej, gdzie spogląda na zniszczone Filary i paradoksalnie do sytuacji stwierdza, że Raziel dał mu nadzieję.

## Bohaterowie
- Raziel – jeden z pary głównych bohaterów; dawniej wampir, obecnie wampirze widmo mogące pożerać dusze; w poprzednich grach z serii szukał zemsty na braciach i Kainie, a od wydarzeń z finału gry Soul Reaver 2, próbuje uwolnić się od Elder Goda manipulującego nim
- Kain – jeden z pary głównych bohaterów; najpotężniejszy wampir w Nosgoth; próbuje ratować Nosgoth, jednocześnie nie poświęcając swojego istnienia